# Forstwirtschaft in Chile
Für das südamerikanische Land Chile ist die Forstwirtschaft neben Bergbau, Landwirtschaft und Fischfang einer der wichtigsten Wirtschaftssektoren. In dem Land leben 17 Millionen Menschen auf einer Fläche doppelt so groß wie Deutschland, wovon 20 Prozent bewaldet sind. Siehe dazu auch Wirtschaft Chiles.

## Plantagen und Urwälder
In Chile werden auch Naturwälder zur Holzgewinnung benutzt, doch wird etwa 70 Prozent der Einschlagmenge aus gepflanzten Plantagen gewonnen. Die riesigen künstlichen Wälder bestehen vor allem aus schnellwachsenden Kiefern (pino insigne beziehungsweise Pinus radiata) und Eukalyptus (Eucalyptus spec), die in Chile Exoten sind, also natürlicherweise nicht vorkommen.
Dabei werden zum Teil erodierte Flächen und Brachen aufgeforstet, aber zum Teil auch intakte Ökosysteme zerstört. Neben negativen Wirkungen auf die Biodiversität ergeben sich Folgen durch Wasserentnahme und Kontamination. Eukalyptus benötigt sehr viel mehr Wasser als die meisten heimischen Arten und senkt durch die Entnahme unter Umständen den Grundwasserspiegel. Künstliche Dünger, Pestizide, Herbizide und andere Agrochemikalien vergiften häufig Wasser und Boden im Umfeld der Plantagen.
Die Plantagen werden seit etwa 40 Jahren gezielt angelegt. Schon in den 1960er-Jahren unter Eduardo Frei Montalva und unter Salvador Allende pflanzte der Staat umfangreiche Wälder zur späteren Holzgewinnung. In den 1970er- und 1980er-Jahren wurden 80.000 Hektar jährlich neu gepflanzt (das entspricht fast der Fläche Berlins). Während nach dem Putsch durch Augusto Pinochet die Militärjunta sonst tiefgreifende neoliberale Reformen durchsetzte, betrieb sie einzig im Forstbereich aktiv Industriepolitik. Das Gesetz 701 (Ley 701) von 1974 gewährt eine staatliche Subvention von 75 Prozent auf Neupflanzungen. Privat bepflanztes Land wurde für nicht enteigenbar erklärt. Zahlreiche Regularien (etwa das Verbot des Fällen von jungen Bäumen unter 18 Jahren und das Exportverbot für Rohholz) wurden abgeschafft, um das Investitionsklima zu verbessern. Die Banco del Estado stellte subventionierte Kredite für den Sektor bereit.

## Produkte
Die wichtigsten Produkte in diesem Bereich sind neben Naturholz Holzpellets, Papier, Zellulose zunehmend auch Möbel. In Chile werden jährlich 41 Mio. Kubikmeter Holz eingeschlagen. Zentrales Exportprodukt des Sektors ist Zellulose, von der rund 85 Prozent exportiert werden. Bei sulfate chemical wood pulp, einem der wichtigsten Güter dieser Sparte, erreichte Chile zeitweise einen Anteil am Weltmarkt von 8,5 Prozent.

## Holzindustrie
In den 1970er- und 1980er-Jahren wurden große Teil des staatlichen Waldbesitzes privatisiert, der vorher von der Corporación Nacional Forestal (CONAF) verwaltet wurde. Wie unter Pinochet üblich, wurde der Staatsbesitz übereilt, unter Wert und schlecht vorbereitet verkauft. Die Folge ist eine immense Marktkonzentration und eine quasi-monopolartige Stellung zweier großer Unternehmen. Heute befinden sich alle Plantagen und 70 Prozent der Urwälder in privatem Besitz. Die beiden Konzerne Arauco S.A. (der Name stammt von der chilenischen Kleinstadt Arauco, deren Name sich wiederum von der Chilenischen Araukarie ableitet) und EMPRESAS CMPC S.A. (zu 55 Prozent im Besitz der Industriellenfamilie Matte) sind für 47 Prozent des Holzeinschlages verantwortlich. Empresas CMPC ist dabei auch unter seiner Tochterfirma Mininco bekannt. Klein- und Mittelbetriebe spielen kaum eine Rolle. Aufgrund immer weniger freier Flächen expandieren beide Konzerne zunehmend ins nördliche Argentinien, nach Bolivien oder Brasilien.

## Bedeutung für den Export
Während der Export von Holz und Holzprodukten insgesamt 1973 erst 105 Mio. US-Dollar ausmachte (in Preisen von 1995), stieg er bis 1995 auf 1,8 Mrd. und erreichte 2019 eine Summe von knapp 5,7 Milliarden US-Dollar.
|                                       | 1991 | 1996 | 2000 | 2003 | 2004 | 2005 |
| ------------------------------------- | ---- | ---- | ---- | ---- | ---- | ---- |
| Gesamtwert aller Exporte in Mrd. US-$ | 8,9  | 15,4 | 19,2 | 21,5 | 32   | 40   |
| Wert von Zellulose & Papier           | 0,45 | 1,01 | 1,41 | 1,23 | 1,63 |      |
| Anteil von Zellulose & Papier         | 5,0  | 6,5  | 6,4  | 5,7  | 5,1  |      |

## Schutz von Menschen und Umwelt
Die wichtigsten Gebiete für die Holzgewinnung ist der Kleine und der Große Süden des Landes. Dabei bedroht sowohl Einschlag wie auch großflächige Bepflanzung mit Monokulturen die Siedlungsgebiete der Mapuche. Um den zunehmenden Widerstand der indígenas zu brechen, wenden noch die heutigen, demokratischen Regierungen der Concertación die Antiterrorgesetze an, mit denen sie selbst vom Pinochet-Regime unterdrückt wurden. „Das Vorgehen der Forstwirtschaft und des Staates stellt eine klare Verletzung der wirtschaftlichen, sozialen und kulturellen Rechte der Mapuche dar“, meint der Sondergesandte der Vereinten Nationen, Rudolfo Stavenhagen.
Schon seit 1992 arbeitet die Regierung an einem Gesetz zum Schutze des Naturwaldes (Ley de Bosque nativo). Durch starke Lobbyarbeit in Ministerien und im Senat konnte eine Verabschiedung immer wieder verhindert werden. Grund dafür ist auch, dass es in Chile zwar die Umweltbehörde Comisión Nacional del Medio Ambiente (CONAMA) gibt, aber kein Umweltministerium. Zur Problematik siehe auch Politisches System Chiles.
Neben den zahlreichen Nationalparks in Chile gibt es auch private Initiativen zum Schutz von Natur und Wald. So hat der US-Milliardär Douglas Tompkins (dem früher die Textilunternehmen Esprit Holdings und The North Face gehörten) südlich von Puerto Montt den privaten Pumalín-Park gegründet. Mit einer Fläche von 7560 km² entspricht dies immerhin einem Prozent der Landesfläche.

## Kritik
Insbesondere seit der starken Expansion des Sektors seit den 1990er-Jahren sieht sich die chilenische Forstindustrie Kritik ausgesetzt. So reklamieren Organisationen der indigenen Mapuche historisch angestammte Ländereien für sich, die von den Forstunternehmen mit Plantagen bepflanzt sind, was einen langen historischen Konflikt in Teils gewaltsamen Auseinandersetzungen immer wieder aufleben lässt. Darüber hinaus steht die chilenische Forstindustrie unter Kritik, da die großflächigen und schnell wachsenden Plantagen unter den Effekten des Klimawandels zusätzlich für Wasserknappheit, Trockenheit und Waldbrände sorgten. So wird monokulturellen Forstplantagen vorgeworfen, durch ihr schnelles Baumwachstum zu Austrocknung der Böden sowie zum Versiegen von Quellen beizutragen.

## Belege
1. ↑  Chile (Südamerika). Welt-in-Zahlen.de, abgerufen am 10. April 2019.
2. 1 2 3  Jakob Graf: Extraktivismus im Süden Chiles: Hierarchischer Kapitalismus und territoriale Macht im chilenischen Forstsektor. Hrsg.: DFG-Kollegforscher_innengruppe Postwachstumsgesellschaften (= Working Paper. Nr. 1-2019). 2019, ISSN 2194-136X, S. 1–33 (kolleg-postwachstum.de [PDF]).
3. ↑  Instituto Forestal: Exportaciones Forestales.. Enero-Noviembre 2020. Hrsg.: Ministerio de Agricultura. Gobierno de Chile. 2020, ISSN 0717-7003 (spanisch, infor.cl [PDF]).
4. ↑  IHK Pfalz
5. ↑  Olaf Kaltmeier: Marichiweu! - Zehnmal werden wir siegen! Eine Rekonstruktion der aktuellen Mapuche-Bewegung in Chile aus der Dialektik von Herrschaft und Widerstand seit der Conquista. Edition ITP-Kompass, Münster 2004, S. 342 f.
6. ↑  Anna Lanherr, Jakob Graf, Cora Puk: Das Modell Chile. Die sozial-ökologischen Folgen des neoliberalen Vorzeigemodells. In: Martín Ramírez, Stefan Schmalz (Hrsg.): Extraktivismus. Lateinamerika nach dem Ende des Rohstoffbooms. Oekom Verlag, München 2019, S. 79–98, hier S. 90–94.
7. ↑  C. Little, A.Lara, J. McPheed, R.Urrutia: Revealing the impact of forest exotic plantations on water yield in large scale watersheds in South-Central Chile. In: Journal of Hydrology. Volume 374, Issues 1–2, 2009, doi:10.1016/j.jhydrol.2009.06.011 (englisch, 162-170 S.).